# Bolbitis fengiana
Bolbitis fengiana là một loài dương xỉ trong họ Dryopteridaceae. Loài này được S.Y.Dong mô tả khoa học đầu tiên năm 2005.
Danh pháp khoa học của loài này chưa được làm sáng tỏ. 